# 回民巷窑址
回民巷窑址，位于宁夏回族自治区银川市灵武市宁东镇，是中华人民共和国宁夏回族自治区文物保护单位之一。
2005年9月15日，被公布为宁夏回族自治区文物保护单位，是一座西夏窑遗址。